# Crisi d'Octubre

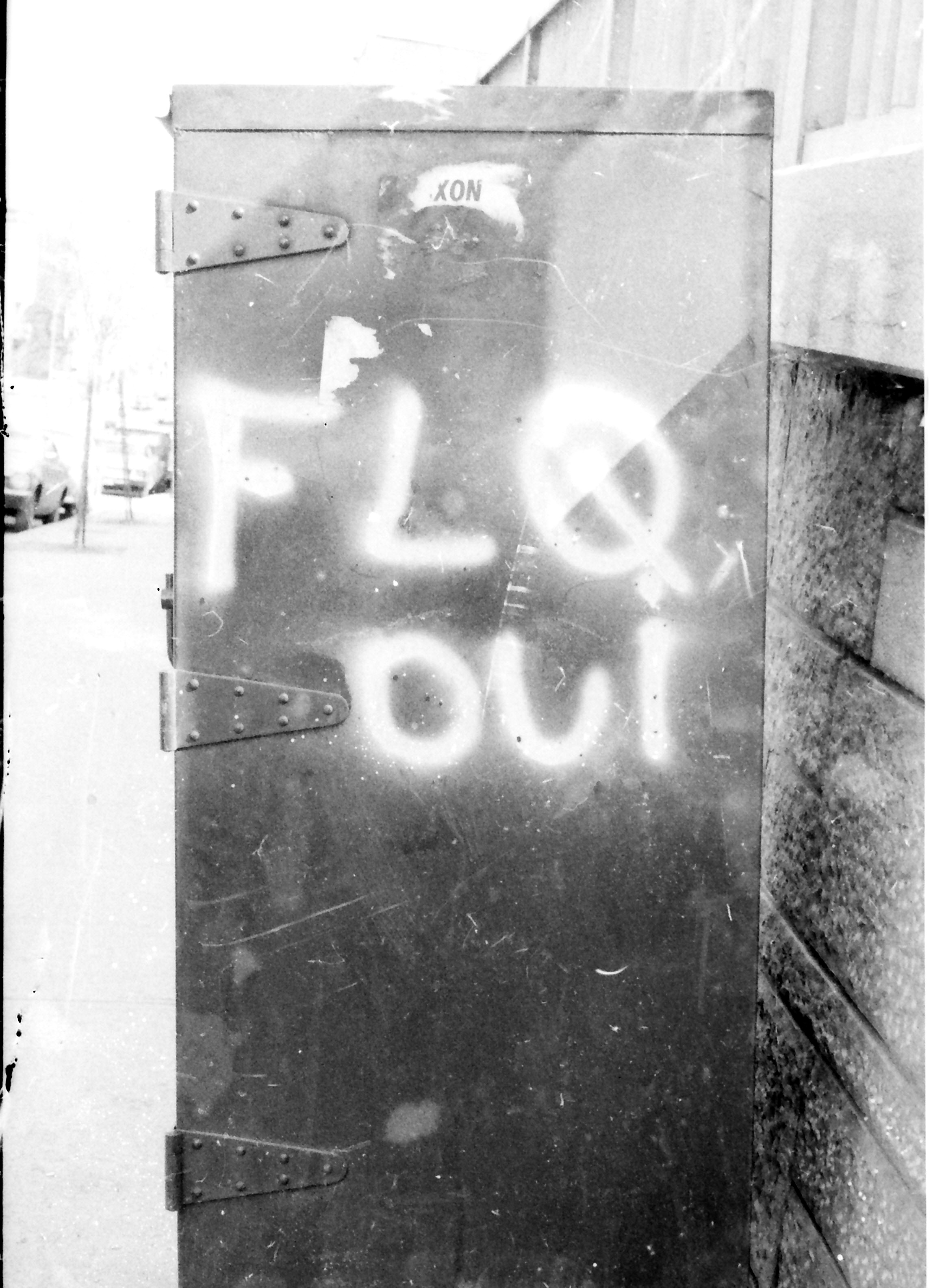
Una bústia a Mont-real portant la pintada FLQ oui (FLQ si) el juliol de 1971. L'FLQ va dur a terme diversos atemptats amb bombes a bústies de correu que normalment portaven una etiqueta de les Escut d'Armes Reial del Canadà.

La Crisi d'Octubre (en francès: La Crise d'octobre) va ser una sèrie d'esdeveniments desencadenats pel segrest de dos dels funcionaris del govern per membres del Front d'Alliberament del Quebec (FLQ) l'octubre de 1970 a la província de Quebec, principalment a l'àrea metropolitana de Mont-real.
Les circumstàncies que finalment van culminar en l'únic ús en temps de pau de la Llei de Mesures de Guerra en la història del Canadà, invocada pel Governador General del Canadà Roland Michener sota la direcció del primer ministre Pierre Trudeau, després d'haver estat sol·licitat pel Primer Ministre del Quebec, Robert Bourassa, i l'alcalde de Mont-real, Jean Drapeau.
La invocació de la llei va tenir lloc al mateix temps que l'ampli desplegament de tropes de les Forces Canadenques al Quebec i a Ottawa, en virtut d'una legislació marcial, donant l'aparença que la llei marcial havia estat imposada, tot i que els militars van romandre en un paper de suport a les autoritats civils del Quebec. La policia estava habilitada també amb amplis poders, i arrestà i detingué, sense dret a fiança, 497 individus, tots menys 62 dels quals van ser posats en llibertat sense càrrecs.
En aquest moment, les enquestes d'opinió en tot Canadà, incloent-hi el Quebec, van mostrar un ampli suport per l'ús de la Llei de Mesures de Guerra. La resposta, però, va ser criticada en el seu moment i, posteriorment, per un nombre de líders prominents, entre ells René Lévesque, Robert Stanfield, i Tommy Douglas, que creien que les accions eren excessives i el precedent de suspendre les llibertats civils perillós. La crítica es va veure reforçada per l'evidència que els funcionaris de policia havien abusat dels seus poders i detingut, sense causa, destacats artistes i intel·lectuals associats amb el moviment sobiranista.
Els successos d'octubre de 1970 galvanitzaren en el suport contra la violència en els esforços per la sobirania del Quebec i va destacar el moviment cap a la via política per assolir una major autonomia i la independència, incloent el suport al sobiranista Partit quebequès, que va passar a formar el govern provincial el 1976.
De 1963 a 1970, el grup nacionalista del Quebec Front d'Alliberament del Quebec havia detonat més de 95 bombes. Mentre que les bústies— especialment a la rica ciutat predominantment anglòfona de Westmount—eren objectius comuns, el major atemptat individual va ser el de la Borsa de Mont-real del 13 de febrer de 1969, que va causar grans danys i ferides a 27 persones. Altres objectius inclouen el Mont-real City Hall, les oficines de reclutament de la Reial Policia Muntada del Canadà, vies fèrries i instal·lacions militars. Membres de l'FLQ, en un moviment estratègic, havien robat diverses tones de dinamita d'instal·lacions militars i industrials, i s'havien finançat per robatoris a bancs, amenaçant a través del seu òrgan de comunicació oficial, conegut com a La Cognée, que més atacs estaven per venir.
El 1970, 23 membres del FLQ estaven a la presó, entre ells quatre membres condemnats per assassinat. El 26 de febrer de 1970, dos homes en una camioneta — incloent Jacques Lanctôt — van ser arrestats a Mont-real quan van ser descoberts amb una escopeta de canons retallats i un comunicat en què s'anunciava el segrest del cònsol d'Israel. Al juny, la policia va irrompre a una casa a la petita comunitat de Prévost, al nord de Mont-real a les muntanyes Laurentian i trobaren armes de foc, municions, 300 lliures (140 kg) de dinamita, detonadors, i l'esborrany d'una nota de rescat a utilitzar en el segrest del cònsol dels Estats Units.

## Cronologia dels fets
| M/d      | fet                                                          |
| -------- | ------------------------------------------------------------ |
| 10/05    | segrest de James Cross                                       |
| 10/06    | difusió del Manifest del FLQ                                 |
| 10/07    | lectura del Manifest per la CKAC                             |
| 10/08    | lectura del Manifest per televisió                           |
|          |                                                              |
| 10/10    | segrest del ministre Laporte                                 |
| 10/11    | carta de Laporte a Bourassa i arrest de Lemieux              |
| 10/12    | desplegament de l'exèrcit a Ottawa i de l'operació Ginger    |
| 10/13    | negociació entre els advocats Demers i Lemieux               |
| 10/14    | Levesque i altres personalitats donen suport a la negociació |
| 10/15    | trencament de la negociació i discurs de Lemieux             |
| 10/16    | toc de queda i arrest de 457 persones: Chartrand, Julien…    |
| 10/17    | mort del ministre Laporte                                    |
| 10/18    | desaprovació general del públic cap al FLQ                   |
|          |                                                              |
| 10/22    | l'autòpsia de Laporte conclou que morí estrangulat           |
| novembre |                                                              |
| 11/05    | batuda policial i arrest de Lortie                           |
| 11/06    | Devault s'oferix a la policia com a informadora              |
| desembre |                                                              |
| 12/02    | arrest de Cossette-Trudel i de Lanctôt                       |
| 12/03    | negociació i salconduit dels segrestadors a Cuba             |
| 12/04    | alliberament de Cross                                        |
| 12/28    | detenció dels germans Rose i de Simard                       |

- 5 d'octubre: Mont-real, Quebec: Dos membres de la "cèl·lula d'alliberament" de l'FLQ segrestaren al comissari de Comerç britànic James Cross de casa seva. Els segrestadors es disfressen d'homes de lliurament portant un paquet pel seu recent aniversari. Quan la cambrera els deixa entrar, es treu un rifle i un revòlver i Cross és segrestat. Això és seguit per un comunicat a les autoritats que continguin les demandes dels segrestadors, que inclouen l'intercanvi de Cross per "presos polítics", un nombre de condemnats o detinguts membres de l'FLQ, i la difusió a la Canadian Broadcasting Corporation del Manifest de l'FLQ. Els termes de la nota de rescat són els mateixos que els que es troben al juny pel segrest prevista del cònsol dels EUA. En aquell moment, la policia no connectà les dues notes.
- 8 d'octubre: Difusió del Manifest de l'FLQ en tots els mitjans de comunicació francòfons i de parla anglesa al Quebec.
- 10 d'octubre: Mont-real, Quebec: Els membres de la "cèl·lula Chenier" aborden la casa del ministre de Treball de la província del Quebec, Pierre Laporte, mentre està jugant a futbol amb el seu nebot al seu jardí davanter. Els membres de la "cèl·lula Chenier" de l'FLQ segresten Laporte.
- 11 d'octubre: La CBC difon una carta des del seu captiveri de Pierre Laporte al Primer Ministre del Quebec Robert Bourassa.[8]
- 12 d'octubre: S'envia l'exèrcit canadenc a patrullar la regió d'Ottawa, a petició del govern federal.[9]
- 13 d'octubre: El primer ministre Trudeau és entrevistat per la CBC respecte a la presència militar.[10] En una entrevista combativa, Trudeau demana al reporter el que faria en el seu lloc. Quan se'l va preguntar fins on aniria respongué Trudeau "Només mireu-me".
- 14 d'octubre: 16 prominents personalitats del Quebec, entre ells René Lévesque i Claude Ryan, clamen per negociar l'"intercanvi dels dos ostatges pels presos polítics". L'advocat de l'FLQ Robert Lemieux insta els estudiants de la Universitat de Mont-real a boicotejar les classes en suport de l'FLQ.
- 15 d'octubre: Capital del Quebec: El Govern del Quebec, l'únic responsable de la llei i l'ordre, sol·licita formalment la intervenció de l'exèrcit canadenc en "ajuda del poder civil", com és només el seu dret sota la Llei de Defensa Nacional. Els tres partits de l'oposició, entre ells el Partit quebequès voten a l'Assemblea Nacional i acorden la decisió. El mateix dia, als grups separatistes els és permès parlar a la Universitat de Mont-real. Robert Lemieux organitza una manifestació estudiantil amb uns 3.000 participants al Paul Sauvé Arena per mostrar el seu suport a l'FLQ, el líder sindical Michel Chartrand anuncia que el suport popular a l'FLQ va en augment[8] i diu "Guanyarem perquè hi ha més xicots a punt per disparar als membres del Parlament que policies hi ha. ".[11]

El ral·li espanta a molts de canadencs, que el veuen com un possible preludi a la insurrecció oberta al Quebec;
- 16 d'octubre:El primer ministre Bourassa demana formalment que el govern del Canadà subvencioni el govern de "poders d'emergència" del Quebec que els permeten "detenir i mantenir en custòdia" individus. Això dona lloc a l'aplicació de la Llei de Mesures de Guerra, el que permet la suspensió de l'habeas corpus, donant amplis poders de detenció a la policia. La ciutat de Mont-real ja havia fet aquesta sol·licitud el dia anterior. Aquestes mesures entraran en vigor a les 4:00 a. m. El primer ministre Trudeau anuncià la imposició de la Llei de Mesures de Guerra
- 17 d'octubre: Mont-real, Quebec: La cèl·lula Chenier de l'FLQ anuncia que l'ostatge Pierre Laporte ha estat executat. Va ser estrangulat i el seu cos ficat al maleter d'un automòbil i abandonat a la muntanya prop de Saint-Hubert Airport, a pocs quilòmetres de Mont-real. Un comunicat a la policia informant que Pierre Laporte ha estat executat fa a referència a ell despectivament com «ministre de la desocupació i l'assimilació". En un altre comunicat de la "cèl·lula de l'alliberament" que té a James Cross, els seus segrestadors declaren que estan suspenent indefinidament la sentència de mort contra ell, que no el deixaran en llibertat fins que les seves demandes siguin satisfetes, i que l'executaran si la feixista " policia " el descobreix i tracta d'intervenir. Les demandes que fan són: 1) La publicació del manifest de l'FLQ. 2) L'alliberament de 23 presos polítics. 3) Un avió que els portaria a Cuba o Algèria (els dos països que senten una forta connexió amb la causa de la seva lluita contra el colonialisme i l'imperialisme). 4) La nova contractació de la "gars de Lapalme". 5) Un "impost voluntari" de 500.000 dòlars per a ser carregat a bord de l'avió abans de la sortida. 6) El nom de l'informant que havia venut als activistes de l'FLQ a principis d'any.[12]
- 18 d'octubre: Mentre denuncia els actes de "subversió i terrorisme — tots dos tan tràgicament contraris als millors interessos del nostre poble", el columnista, polític i futur premier del Quebec, René Lévesque, critica la Llei de Mesures de Guerra: "Fins que rebem la prova (de la mida de l'exèrcit revolucionari) en cas contrari, creurem que un diminut, una fracció numèricament poc important està involucrada, afanyar-se en la promulgació de la Llei de Mesures de Guerra va ser una reacció de pànic i excessiva del tot, sobretot quan es pensa en la durada excessiva de temps que volen mantenir aquest règim ".[13]
- 6 de novembre: La policia fa una batuda a l'amagatall de la cèl·lula Chenier de l'FLQ. Encara que tres membres escapen de la batuda, Bernard Lortie és arrestat i acusat del segrest i assassinat de Pierre Laporte.
- 3 de desembre: Mont-real, Quebec: Després de ser retingut com a ostatge durant 62 dies, el comissari de Comerç britànic segrestat James Cross és alliberat per les cèl·lules terroristes de l'FLQ després de negociacions amb la policia. Alhora, als cinc segrestadors coneguts, Marc Carbonneau, Yves Langlois, Jacques Lanctôt, Jacques Cossette-Trudel i la seva dona, Louise Lanctôt, se'ls garanteix el pas segur a Cuba pel govern del Canadà després de l'aprovació de Fidel Castro. Són traslladats a Cuba per un avió de les Forces Canadenques. Jacques Lanctôt és el mateix home que, a principis d'aquest any, havia estat detingut i després posat en llibertat sota fiança per l'intent de segrest del cònsol israelià.
- 23 de desembre: el primer ministre Pierre Trudeau, anuncia que totes les tropes estacionades al Quebec s'hauran retirat el 5 de gener de 1971.[14]
- 28 de desembre: Saint-Luc, Quebec: Els tres membres de la cèl·lula Chenier encara en llibertat, Paul Rose, Jacques Rose i Francis Simard, són arrestats després d'haver estat trobats amagats en un túnel de 6 m en una comunitat agrícola rural. Més tard serien acusats del segrest i assassinat de Pierre Laporte.

## Llei de mesures de guerra i participació militar
Quan el reporter del CBC Tim Ralfe preguntà fins on estava disposat a arribar per aturar l'FLQ, Trudeau va respondre: "Només mireu-me". Tres dies després, el 16 d'octubre, el Consell de Ministres sota la seva presidència es va dirigir al Governador General per invocar la llei de mesures de guerra, a petició del primer ministre del Quebec, Robert Bourassa, i l'alcalde de Mont-real, Jean Drapeau. Les disposicions van entrar en vigor a les 4:00 a.m., i aviat, centenars de membres i simpatitzants de l'FLQ sospitosos van ser posats sota custòdia. La Llei de Mesures de Guerra va donar a la policia la facultat de detenir persones sense ordre judicial, i 497 persones van ser detingudes, entre elles Pauline Julien.
Aquesta llei s'imposà només després que les negociacions amb l'FLQ s'haguessin trencat i el primer ministre del Quebec s'enfrontava a la següent etapa en l'agenda terrorista de l'FLQ.
En aquell moment, les enquestes d'opinió al Quebec i la resta del Canadà van mostrar un suport aclaparador a la Llei de Mesures de Guerra;
en una enquesta de Gallup de desembre de 1970, es va observar que el 89% dels canadencs de parla anglesa recolzaven la introducció de la Llei de Mesures de guerra, i el 86% dels de parla francesa del Canadà van donar suport a la seva introducció. Tenien respectivament el 6% i el 9% de desaprovació, la diferència eren indecisos.
Des de llavors, però, l'ús pel govern de la Llei de Mesures de Guerra en temps de pau ha estat un tema de debat al Canadà, ja que va donar a la policia d'amplis poders d'arrest i detenció.
Alhora, en virtut de disposicions bastant separades de la Llei de Mesures de Guerra i utilitzades amb molta més freqüència, el procurador general del Quebec demanà el desplegament de les forces militars del cap de l'Estat Major de la Defensa, de conformitat amb la Llei de Defensa Nacional. Les tropes de les bases del Quebec i en altres parts del país van ser enviades, sota la direcció de la Sûreté du Québec (força policial de la província del Quebec), a la vigilància dels punts vulnerables, així com de personalitats destacades en risc. Això va alliberar a la policia per al compliment de finalitats més proactives per fer front a la crisi.
Fora del Quebec, principalment en l'àrea d'Ottawa, el govern federal va enviar tropes sota la seva pròpia autoritat per protegir les oficines federals i els empleats. La combinació dels majors poders d'arrest atorgats per la Llei de Mesures Guerra, i el desplegament militar demanat i controlat pel govern del Quebec, va donar tota l'aparença que la llei marcial havia estat imposada. Una diferència important, però, és que els militars van romandre en un paper de suport a les autoritats civils (en aquest cas, les autoritats del Quebec) i mai van tenir un paper judicial. Encara es permetia la crítica al govern i el Partit quebequès va ser capaç de fer la seva activitat diari lliure de tota restricció, incloent-hi les crítiques al govern i a la Llei de Mesures de Guerra. No obstant això, la visió dels tancs als jardins del parlament federal va ser desconcertant per a molts canadencs. A més, els funcionaris de policia de vegades van abusar dels seus poders i detingueren sense causa prominents artistes i intel·lectuals associats amb el moviment sobiranista.
Quan la Llei de Mesures de Guerra va ser imposada, es va disposar que tots els detinguts tenguessin un advocat. En alguns casos, però, algunes de les persones tenien motius per estar molestes pel mètode del seu interrogatori, però, la majoria dels entrevistats després tenien pocs motius per queixar-se i alguns fins i tot van fer comentaris sobre la naturalesa amable dels interrogatoris i registres. A més, el Defensor del Poble de Quebec, Louis Marceau, va ser instruït per escoltar les queixes dels detinguts, i el govern del Quebec va accedir a pagar danys i perjudicis a qualsevol persona injustament arrestada. El 3 de febrer de 1971, John Turner, ministre de Justícia del Canadà, va informar que 497 persones havien estat detingudes en virtut de la Llei de Mesures de Guerra, dels quals 435 ja havien estat alliberats. Els altres 62 van ser acusats, dels quals 32 van ser acusats dels delictes de tal gravetat que un jutge de la Cort Superior del Quebec els va negar la llibertat sota fiança.

## Seqüeles
Pierre Laporte va ser trobat suposadament assassinat pels seus segrestadors, mentre que James Cross va ser alliberat després de 60 dies com a resultat de les negociacions amb els segrestadors que demanaven l'exili a Cuba en lloc d'enfrontar un judici al Quebec. Els membres de la cèl·lula responsable de la mort de Laporte van ser arrestats i acusats de segrest i assassinat en primer grau després del seu retorn, amb el temps, des de l'exili.
La resposta dels governs federal i provincial amb l'incident encara provoca controvèrsia. Aquesta és l'única vegada que la Llei de Mesures de Guerra ha estat posada en marxa en temps de pau al Canadà. Alguns crítics (especialment Tommy Douglas i alguns membres del Nou Partit Democràtic) creien que Trudeau estava sent excessiu en aconsellar l'ús de la Llei les Mesures de Guerra per suspendre les llibertats civils i que el precedent establert per aquest incident era perillós. El líder Federal Progressista conservador Robert Stanfield inicialment va donar suport a les accions de Trudeau, però després es va penedir de fer-ho. La mida de l'organització de l'FLQ i el nombre de simpatitzants del públic no es coneixia. No obstant això, en el seu Manifest, l'FLQ va declarar: "L'any que ve (el Premier de Quebec Robert) Bourassa s'haurà d'enfrontar a la realitat, 100.000 treballadors revolucionaris, armats i organitzats". Tenint en compte aquesta declaració, juntament amb set anys de bombes i la redacció dels comunicats al llarg d'aquest temps que es va esforçar a presentar una imatge d'una poderosa organització secreta implantada en tots els sectors de la societat, les autoritats van prendre mesures significatives.
De fet, els esdeveniments d'octubre de 1970 van impulsar una pèrdua de suport per l'ala violenta del moviment separatista del Quebec que havia guanyat suport durant gairebé deu anys, i un major suport als mitjans polítics de consecució de la independència, incloent-hi suport per al separatista Partit quebequès, que va assolir prendre el poder provincial el 1976. Després de la derrota de l'Acord de Meech Lake, que tenia per objecte modificar la Constitució del Canadà per resoldre el pas per un govern anterior de la Constitució de 1982 sense la ratificació del Quebec, va ser creat un partit pro independència política, el Bloc quebequès també a nivell federal.
El 1988, la Llei de mesures de Guerra va ser substituïda per la Llei d'Emergència i la Llei de Preparació per a Emergències.

## Cinema i televisió
- Action: The October Crisis of 1970, un llargmetratge documental per Robin Sprya de 1973.[22]
- Orders (Les Ordres), un film dramàtic històric dirigit el 1974 i sobre la base dels esdeveniments de la Crisi d'Octubre i de la Llei de Mesures de Guerra, i l'efecte en la gent que hi havia a Quebec.
- El cineasta quebequés Pierre Falardeau va estrenar una pel·lícula el 1994 titulada Octobre que explica una versió dels fets, basada en el llibre de Simard.
- Nô és parcialment, a Mont-real sobre la Crisi d'Octubre amb característiques de ficció on membres de l'FLQ planejant un atemptat.
- CBC Television produí un programa documental de dues hores Black October el 2000, en el que els fets de la crisi són discutits en gran detall. El programa va incloure entrevistes amb el primer ministre canadenc Pierre Elliott Trudeau, i el ministre de justícia del Quebec Jérôme Choquette, i altres.
- Va ser estrenada el 12 d'octubre de 2006 una minisèrie de 8 parts sobre alguns dels incidents de la Crisi d'Octubre anomenada October 1970.
- A la sèrie de Mid-Atlantic Sports Network, "Orioles Classics", les imatges de la Sèrie Mundial de 1970 es mostren imatges de la CBC. La Sèrie Mundial s'interromp sovint per les actualitzacions del "segrest de Cross".